# NGC 6144
NGC 6144 = IC 4606 ist ein Kugelsternhaufen der Konzentrationsklasse XI im Sternbild Skorpion in der Nähe von Antares. Er hat eine Helligkeit von 9,0 mag und eine Winkelausdehnung von 7,4 Bogenminuten.
Entdeckt wurde das Objekt am 22. Mai 1784 von William Herschel (als NGC aufgeführt). Wiederentdeckt am 8. September 1887 von William Henry Finlay (als IC gelistet).